# Volker Voigt
Volker Voigt (* 6. März 1949 in Sachsenbrunn) ist ein ehemaliger Funktionär der DDR-Jugendorganisation Freie Deutsche Jugend. Diese vertrat er von 1986 bis 1990 auch als Abgeordneter in der Volkskammer. Zudem war er ab Juli 1989 Vizepräsident, ab März 1990 einer von mehreren Geschäftsführern des Deutschen Turn- und Sportbundes der DDR.

## Leben
Voigt wurde im März 1949 im thüringischen Sachsenbrunn als Sohn eines Lehrers geboren. Nach dem Besuch der Polytechnischen Oberschule wechselte Voigt auf eine EOS, wo er die damalige Ausbildungsstufe Abitur mit Berufsausbildung nutzte. Voigt erlernte während seiner EOS-Zeit damit gleichzeitig den Beruf des Rinderzüchters. Im Anschluss an diese Ausbildung nahm Voigt ohne den sonst üblichen Grundwehrdienst ein Studium an der PH Erfurt-Mühlhausen auf, wo er von 1967 bis 1971 ein Lehrerstudium absolvierte und es als Diplom-Fachlehrer für Deutsch und Russisch abschloss. Während des Studiums wurde Voigt nach seiner einjährigen Kandidatenzeit 1968 mit 19 Jahren Mitglied der SED, während er wie bereits seit seinem 14. Lebensjahr ab 1963 der FDJ angehörte.
Im Anschluss an das Lehrerstudium bekam Voigt eine Stelle an der 15. POS in Cottbus zugewiesen, an der er bis 1973 unterrichtete. Danach wechselte er zunächst an das IfL Cottbus, wo er ein Studienjahr lang die Stelle des FDJ-Sekretärs besetzte. Anschließend kam Voigt zur FDJ-Kreisleitung Cottbus-Stadt und wurde dort bis 1975 zunächst als Instrukteur eingesetzt. Danach fungierte er bis 1980 als 1. Sekretär der FDJ-Kreisleitung Cotttus-Stadt. Parallel dazu absolvierte er von 1975 bis 1977 ein Fernstudium an der Bezirksparteischule Cottbus. In seiner Funktion als Cottbusser FDJ-Chef gehörte Voigt kraft Amtes auch dem Sekretariat der SED-Kreisleitung Cottbus-Stadt an. Durch den umliegenden Braunkohleabbau, große Betriebe der Energiegewinnung, Cottbus als großem Standort der DDR-Luftstreitkräfte sowie dem sich ständig vergrößernden Textilkombinat Cottbus mit 4000 hauptsächlich weiblichen Beschäftigten hatte die DDR-Bezirksstadt einen großen Anteil junger Bevölkerung, für den besonders die FDJ Ansprechpartner war. Um dieser Altersstruktur gerecht zu werden, wurde Voigt auf dem X. Parlament der FDJ im Juni 1976  erstmals in den Zentralrat der FDJ als einfaches Mitglied gewählt und auf dem XI. Parlament 1981 in dieser Funktion wieder bestätigt. Zu dieser Zeit hatte Voigt innerhalb der FDJ bereits einen Karrieresprung gemacht. 1980 wurde er 1. Sekretär der FDJ-Bezirksleitung Cottbus und damit nunmehr auch Mitglied des Sekretariats der SED-Bezirksleitung Cottbus. Auf der 6. Tagung des FDJ-Zentralrates am 10. Dezember 1982 erfuhr Voigt einen erneuten Karrieresprung, er wurde als Sekretär des Zentralrates und Mitglied des Büros des Zentralrates der FDJ berufen und war nunmehr hauptamtlich in Berlin im engsten Führungszirkel der DDR-Jugendorganisation unter dem damaligen Vorsitzenden Egon Krenz tätig.
Als dann Egon Krenz auf der 7. Tagung des ZK der SED, die am 24./24. November 1983 stattfand, neu als Mitglied in das Politbüro der SED gewählt wurde, war Voigt Bestandteil von daraus resultierenden Personalveränderungen innerhalb des Zentralrates der FDJ. Auf der 8. Tagung des FDJ-Zentralrates, die am 1. Dezember 1983 knapp eine Woche später darauf folgte, wurde Krenz offiziell von seiner Funktion als FDJ-Vorsitzender entbunden und der bisherige 2. Sekretär des FDJ-Zentralrates Eberhard Aurich als Nachfolger von Krenz zum FDJ-Vorsitzenden gewählt. Mit dem vakanten Posten des 2. Sekretärs des FDJ-Zentralrates wurde nunmehr Volker Voigt betraut. Der damals 34-jährige war damit der zweite Mann in der über zwei Millionen Mitglieder zählenden Jugendorganisation. Voigts Funktion wurde auf dem XII. Parlament der FDJ im Mai 1985 erneut bestätigt. In Voigts Aufgabenbereich fielen vor allem viele organisatorische Tätigkeiten. So war er Leiter der Organisationsstäbe der jeweiligen Pfingsttreffen der FDJ, aber auch maßgeblich an der Organisation der repräsentativen Rockkonzerte beteiligt, die die FDJ vor allem in der zweiten Hälfte der 1980er Jahre organisierte. Genannt seien als Beispiel die Auftritte von Bob Dylan oder Bruce Springsteen.
Ab 1986 vertrat Voigt dann auch die FDJ in der Volkskammer und gehörte bis zum  13. November 1989 auch deren Präsidium an. Auf der 11. Tagung des FDJ-Zentralrates am 24. Juni 1989 neigte sich Voigts FDJ-Karriere dem Ende zu, wenngleich er die Jugendorganisation noch in der Volkskammer vertrat. Der 40-Jährige wurde von seiner Funktion als 2. Sekretär des FDJ-Zentralrates entbunden.
Kurz darauf wurde Voigt offiziell in seine neue Funktion eingeführt. Auf einer Tagung des DTSB-Bundesvorstandes Ende Juni 1989 wurde im Rahmen einer personellen Verjüngung, die der neue DTSB-Vorsitzende Klaus Eichler anstrebte, der organisationserfahrene Voigt zum Sekretär des DTSB-Bundesvorstandes und zu einem von mehreren Vizepräsidenten gewählt. Allerdings verhinderte die politische Wende in der DDR, dass Voigt sein Amt richtig aufnehmen konnte. Unter den zunehmenden eigenen Bestrebungen der jeweiligen Sportfachverbände drohte der Dachverband DTSB auseinanderzubrechen. Zu einer Konsolidierung kam es am 30. November 1989, als der bisherige Vorsitzende Eichler und auch Voigt nunmehr in geheimer Wahl in ihren Ämtern bestätigt wurden. Voigt gehörte nachfolgend noch einem Arbeitssekretariat an, welches ein neues Statut des DTSB erarbeiten sollte. Zudem war er auch noch an der Erarbeitung eines neuen Sportgesetzes für die DDR beteiligt, was aber so nicht mehr umgesetzt wurde. Auf dem außerordentlichen Turn- und Sporttag, der am 4. März 1990 in Berlin stattfand, wurde neben dem neuen DTSB-Vorsitzenden Martin Kilian auch ein neues Präsidium gewählt. Dieses setzte neben dem hauptamtlichen Generalsekretär Jochen Grünwald auch fünf Geschäftsführer ein, darunter Volker Voigt. In dieser Funktion war Voigt bis zur Auflösung des DTSB im Dezember 1990 tätig. 
Später zog Voigt nach München. Seine Ehefrau ist die ehemalige PDS-Volkskammerabgeordnete Gisela Voigt.

## Ehrungen
- 1984 Vaterländischer Verdienstorden in Bronze[5]